# Hiller 360

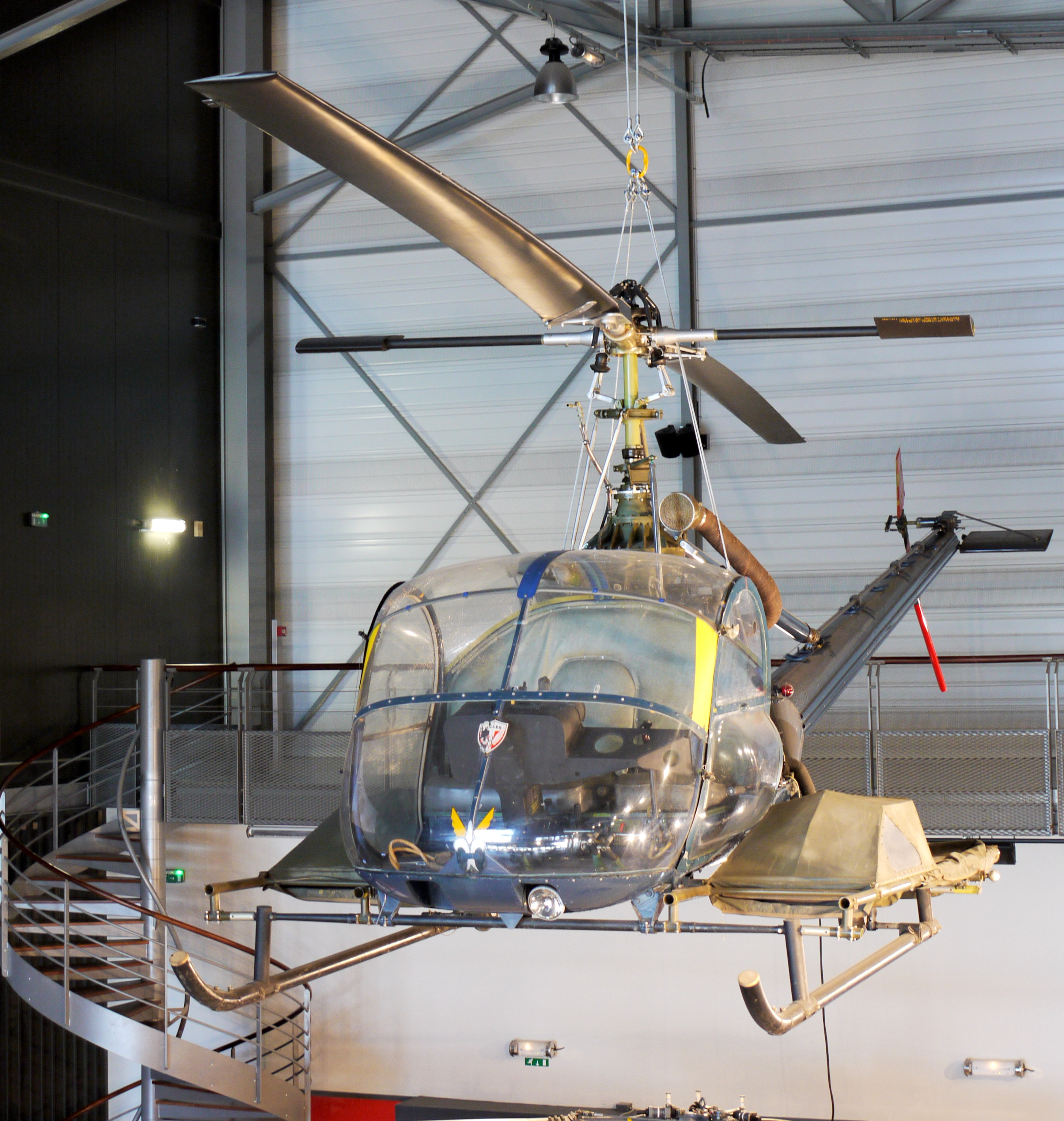
Tidigare fransk militär Medevac-helikopter på Musée de l'Air et de l'Espace i Paris

Hiller 360, eller Hiller UH-12, var en tresitsig lätt helikopter. I amerikansk arméversion var den betecknad som Hiller OH-23 Raven. Den utvecklades 1947 av United Helikopter Inc. i Palo Alto i Kalifornien i USA, senare omdöpt till Hiller Aircraft, grundat av Stanley Hiller. 
Helikoptern användes både militärt och civilt. Amerikanska försvarsmakten köpte omkring 2.000 exemplar.
Den användes civilt för passagerar- och posttransport, observationsflyg och flygningar för fotograferingar.
Militärt användes den också för avtransport av sårade och sjuka (version H-23A), särskilt under Indokinakriget och Koreakriget. En anordning för att hålla en bår kunde monteras på varje sida av kabinen.
Hiller 360 har tre säten sida vid sida. Piloten använder antingen vänster säte eller mittsätet. Helikoptern har en tvåbladig huvudrotor med träblad och en tvåbladig svansrotor med metallblad. Kabinen kan vara öppen med skydd av en plexiglasvindruta, eller helt stängd.

## Bildgalleri

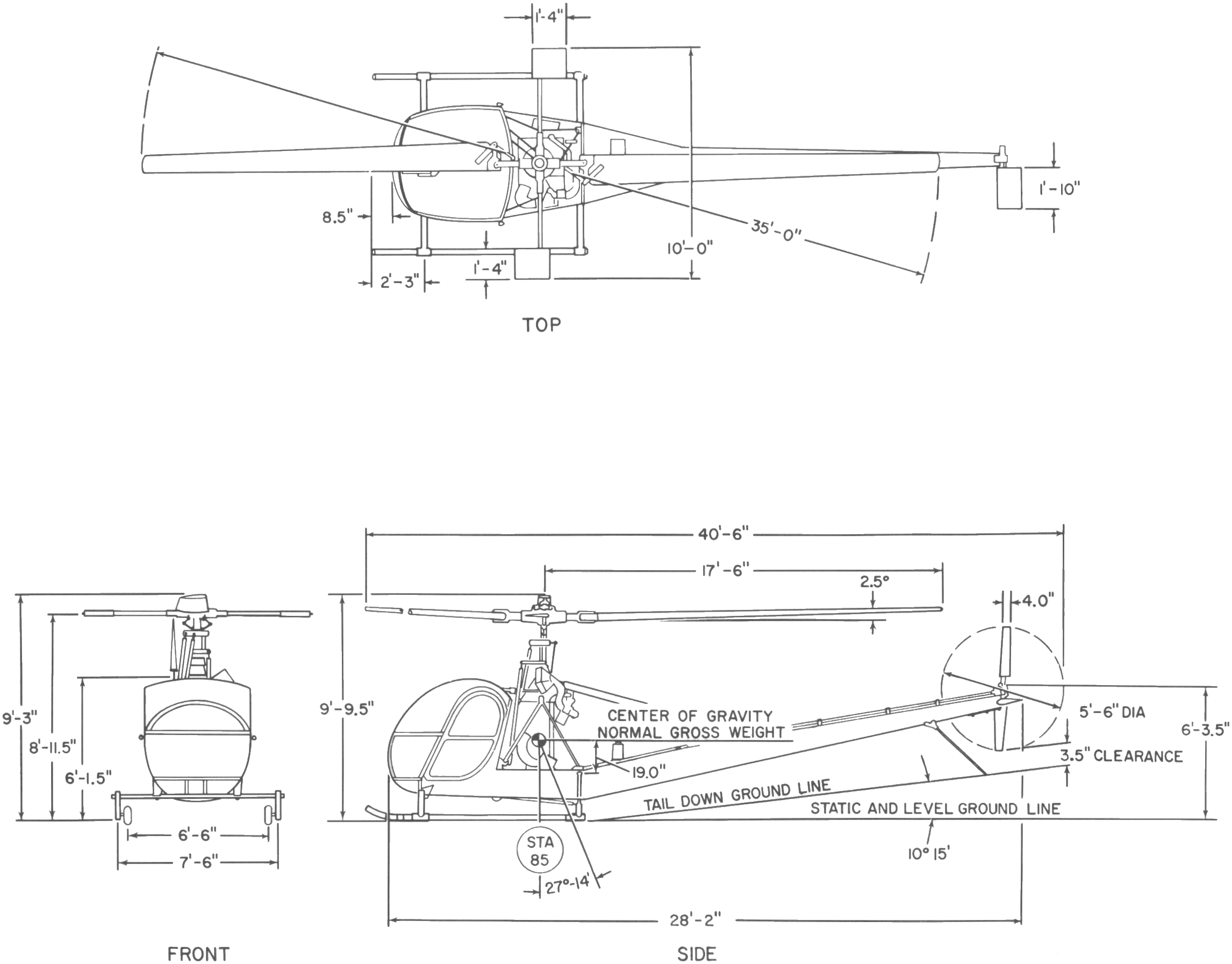
Hiller H-23 Raven
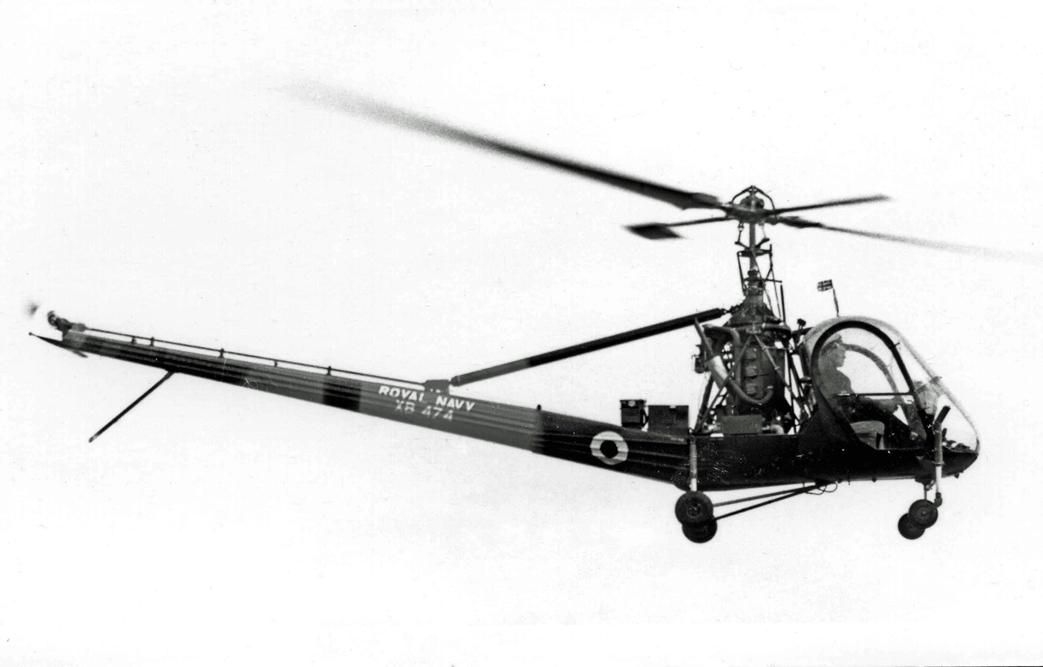
Hiller HTMk1 i Brittiska flottan, 1953
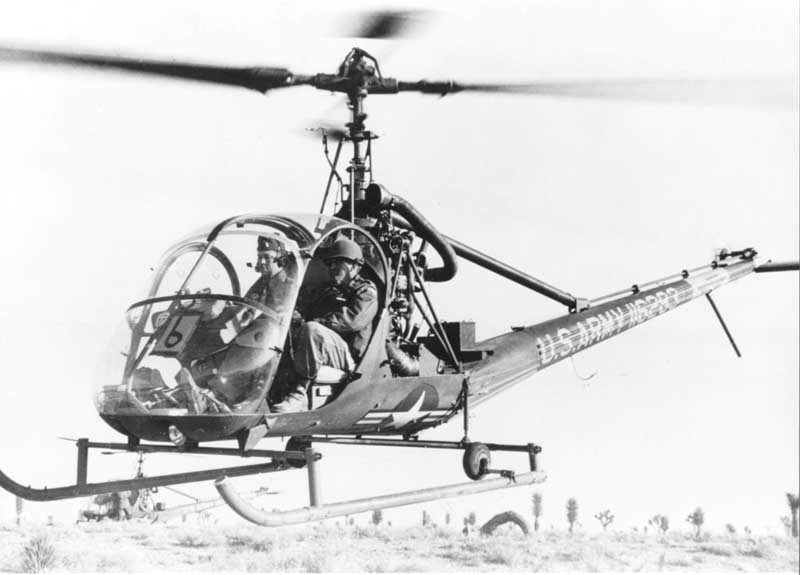
Amerikansk arméhelikopter
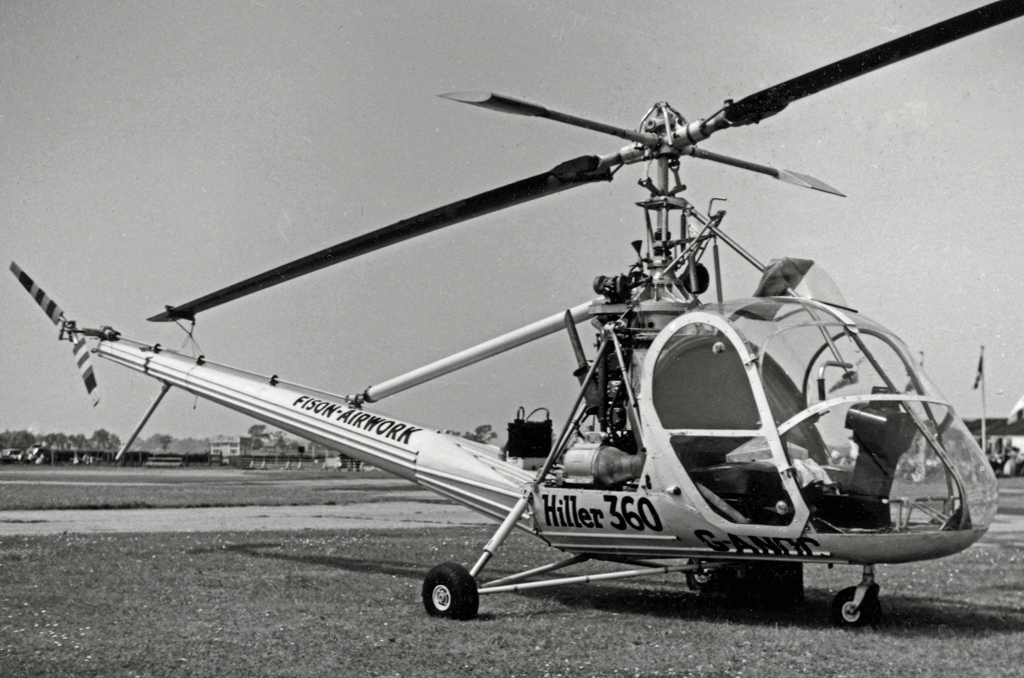
Hiller UH-12A, använd för besprutning, 1955